# Stilian Petrov
Stilian Alyoshev Petrov-Stenly (limba bulgară: Стилиян Петров) (n. 5 iulie, 1979 în Montana, Bulgaria) este un fost fotbalist bulgar care a jucat pe postul de mijlocaș. Petrov a ajuns la Celtic de la ȚSKA Sofia în 1999 și a câștigat zece trofee în timpul împrumutului său pe Celtic Park, inclusiv patru titluri în Prima Ligă Scoțiană.În 2006, s-a transferat la Aston Villa din Premier League, alături de fostul său antrenor Martin O'Neill. Petrov a devenit căpitanul clubului de pe Villa Park, și a fost inclus în Aston Villa Hall of Fame în 2013. În plus, el este jucătorul cu cele mai multe selecții la naționala  Bulgariei, 105.
În martie 2012, Petrov a fost diagnosticat cu leucemie acută, suspendându-și cariera de fotbal pentru a urma un tratament care a avut succes în cele din urmă. El și-a anunțat retragerea din cariera de fotbalist în mai 2013, dar a început să caute o nouă echipă trei ani mai târziu. În vara anului 2016, Petrov s-a antrenat cu fostul club Aston Villa. El a jucat în timpul meciurilor de dinaintea sezonului, dar nu i-a fost oferit un contract de joc de către antrenorul Roberto Di Matteo.

## Cariera pe echipe

### Primii ani
Născut la Mihailovgrad (astăzi Montana), Petrov a început să joace fotbal la echipa locală PFC Montana. La vârsta de 18 ani a fost observat de scouteri și de antrenorul Dimitar Penev, care l-a adus la ȚSKA Sofia, echipă care a plătit pentru el 30.000 €. Cu noul său club, a câștigat Prima Ligă a Bulgariei în 1997 și Cupa Bulgariei în 1997 și 1999. 

### Celtic
Petrov a fost adus în vara anului 1999 de John Barnes, cu Celtic plătind în schimbul lui 2,8 milioane de lire sterline. Adolescentul a jucat des într-un sezon în care a câștigat Cupa Ligii cu Celtic al doilea trofeu important din carieră și primul pentru Celtic. În ciuda sfârșitului fericit de sezonul, Petrov a avut probleme de adaptare. Îi era dor de casă și se simțea singur la început pentru că nu putea vorbi engleză. Mai mult, el nu a fost folosit de antrenor pe postul pe care era obișnuit să joace, cel de fundaș dreapta. În cele din urmă, și-a îmbunătățit engleza lucrând în camioneta de vândut burgeri a unui prieten. Munca grea și determinarea sa în a se adapta au dat rezultate în performanțele sale. 
După un prim sezon bun cu Celtic, s-a bucurat de un al doilea sezon grozav, câștigând tripla sub conducerea antrenorului Martin O'Neill, marcând 7 goluri în 28 de meciuri, dintre care unul a fost marcat în victoria cu 6-2 a lui Celtic asupra lui Rangers.  De asemenea, a devenit primul jucător străin care a câștigat premiul Cel mai bun tânăr jucător al SPFA.
A repetat performanțele bune și în sezonul 2001-2002, sezon în care și-a intrat în formă la Celtic, fiind descris drept un mijlocas dinamic, muncitor, care se implică atât în faza defensivă cât și cea ofensivă, reușind să câștige Prima Ligă Scoțiană pentru a doua oară. 
În cel de-al patrulea sezon cu Celtic, Petrov și-a continuat forma bună și a fost dorit de mai multe cluburi de top din Europa  dar după negocieri prelungite, el și-a prelungit contractul cu Celtic.  În acest sezon a marcat cele mai multe goluri din carieră,14 în 50 de meciuri. De asemenea, a jucat în singura finală europeană a carierei sale, cea pierdută de Celtic în Cupa UEFA. 
În următoarele două sezoane pentru Celtic el a continuat să fie un jucător determinant, jucând în 105 partide și marcând 19 goluri. În aceste două sezoane a câștigat Cupa Scoției de două ori, precum și al treilea titlu de campion. Sezonul 2004-2005 a fost ultimul al lui Martin O'Neill la Celtic, iar Stiliian Petrov i se va alătura mai târziu la Aston Villa. În sezonul 2004-2005, Petrov a devenit  al treilea jucător care a câștigat premiul pentru cel mai bun jucător al lui Celtic. 
Mai multe schimbări majore au avut loc la Celtic în sezonul 2005-2006. Martin O'Neill, cel mai de succes antrenor al clubului în ultimii 20 de ani, a plecat, fiind înlocuit de noul antrenor Gordon Strachan. Lucrurile au început rău pentru Celtic, care a pierdut cu 5-0 în fața echipei slovace Artmedia Bratislava în primul meci al lui Strachan. Celtic a reușit apoi să revină de la 1-3 cu  Motherwell ducând meciul la 4-4, iar Petrov a ajutat-o mai târziu să se răzbune pe egal, înscriind primul hat-trick într-un 5-0. Celtic a reușit să treacă peste începutul prost de sezon, reușind să câștige dubla SPL și Cupa Ligii. 
Sezonul 2005-2006 sa dovedit a fi ultimul lui la Celtic, fiind vândut la Aston Villa pentru 6,5 milioane de lire sterline, care a crescut la 8 milioane după ce au fost îndeplinite anumite clauze, echipă la care a fost dorit de fostul său antrenor de la Celtic, Martin O'Neill. A jucat în doar 3 meciuri pentru Celtic înainte de a pleca în fereastra de transfer din vară. 
În total, Petrov a jucat în 312 meciuri pentru Celtic în peste șapte ani, marcând 55 de goluri. El a câștigat Prima Ligă Scoțiană de patru ori și, de asemenea, a câștigat atât Cupa Scoției, cât și Cupa Ligii, de 3 ori. El a fost cel de-al zecelea cel mai prolific marcator din SPL  cu 55 de goluri când a plecat de la Celtic.

### Aston Villa
În aprilie 2006, Celtic a respins o cerere scrisă de transfer trimisă de Petrov. El a fost ulterior dorit de Aston Villa, care era condusă de fostul său antrenor de la Celtic, Martin O'Neill. La 30 august 2006, Petrov a semnat un contract cu echipa de pe Villa Park pe o perioadă de patru ani, suma de transfer fiind în valoare de 6,5 milioane de lire sterline. A debutat pentru noua sa echipă împotriva lui West Ham United pe 10 septembrie. Jocul s-a terminat cu 1-1. În 2007, Petrov și-a schimbat numărul de pe tricou din 11 în 19. Petrov a marcat primul său gol în egalul, scor 2-2, cu Sheffield United de pe 11 decembrie 2006, dar nu a fost constant în primele două sezoane la Villa. 
Pe 12 aprilie 2008 el a marcat cu un voleu de la jumătatea terenului împotriva echipei Derby County, care era deja retrogradată. Acesta a fost primul său gol al sezonului, iar Villa a câștigat cu 6-0. Acest gol a fost luat în considerare pentru a fi numit cel mai frumos gol al sezonului. De asemenea, a fost confirmat faptul că a fost cel mai golul marcat de la cea mai mare distanță de către un jucător de la Aston Villa de la înființarea clubului.
În sezonul 2008-2009 forma lui Petrov s-a îmbunătățit considerabil, devenind titular cert, jucând ca titular în primele șase meciuri ale noului sezon de Premier League. A fost numit căpitan pentru prima dată în meciul din Cupei UEFA împotriva echipei bulgare Litex Loveci pe 2 octombrie 2008 și a marcat, de asemenea, unul dintre golurile partidei. 

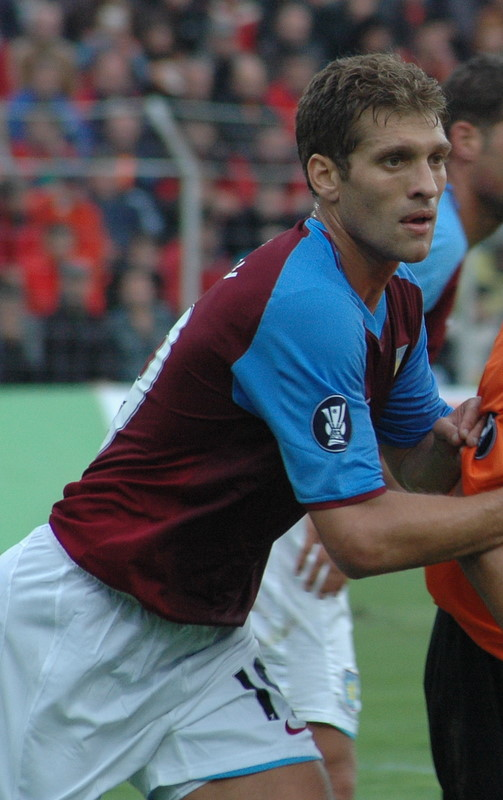
Petrov jucând pentru Aston Villa în 2008

În mai 2009, Petrov a fost numit atât „Jucătorul Anului”, cât și „Jucătorul Anului” votat de jucătorii lui Aston Villa pentru sezonul 2008-2009, după forma bună demonstrată de-a lungul sezonului.  La 20 mai 2009 a semnat un nou contract de patru ani, care expira în 2013.
În urma retragerii căpitanului Martin Laursen, Petrov a declarat că pentru el a fost „o mare onoare” să fie numit căpitanul unui „club așa mare cu o lungă tradiție și istorie”. Petrov a devenit căpitanul echipei în vara anului 2009 și a condus echipa pe locul șase în Premier League, în semifinalele Cupei Anliei și finala Cupei Ligii în primul său sezon ca căpitan.
Petrov a continuat să fie căpitanul lui Villa după numirea lui Gérard Houllier în funcția de antrenor al clubului. La 23 octombrie 2010, a suferit o accidentare la genunchi la scorul de 1-0 împotriva Sunderlandului pe Stadium of Light. Pe 26 decembrie 2010, Petrov s-a întors în echipă, intrând pe teren în a doua repriză în locul lui Jonathan Hogg în înfrângerea cu 2-1 împotriva lui  Tottenham Hotspur de pe Villa Park. Pe 26 februarie 2011, Petrov a jucat cel de-al 150-lea meci pentru Aston Villa, când l-a înlocuit în minutul 76 pe Robert Pires în victoria cu 4-1 împotriva lui Blackburn Rovers. La 10 septembrie 2011, Petrov a marcat primul gol al sezonului la Everton. La 29 octombrie 2011, Petrov a jucat meciul cu numărul 200 pentru Aston Villa în confruntarea de Premier League cu Sunderland și a marcat golul de deschidere într-un meci încheiat la egalitate scor 2-2. 

### Retragerea din activitate din cauza leucemiei
Petrov și-a anunțat retragerea din fotbal pe 9 mai 2013, din cauza leucemiei.
Pe 26 mai 2013, fotbaliștii care au jucat la echipa națională a Bulgariei (printre care Hristo Stoichkov, Dimitar Berbatov și Nasko Sirakov) au câștigat cu 4-2 împotriva unei selecții care a inclus veterani de la Aston Villa precum Mark Kinsella și Bryan Small într-un meci demonstrativ care a avut loc la Stadionul Național Vasil Levski din Sofia și care a fost organizat pentru a onora realizările lui Petrov.
În octombrie 2014, Petrov a început să joace din nou pentru echipa locală din Sunday League Wychall Wanderers peste 35 de ani,, care era antrenată de fostul jucător al lui Coventry City, David Busst. 
În martie 2015, el a revenit la Aston Villa ca antrenor.
În aprilie 2016, Petrov a dezvăluit că se antrenează cu echipa sub 21 a lui Villa, în vederea revenirii în fotbalul profesionist. În iunie a fost anunțat faptul că se va pregăti cu prima echipă în timpul turneului din pre-sezon desfășurat în Austria, fără a semna însă un contract. La 9 iulie 2016, Petrov a jucat primul său meci pentru prima echipă a lui Aston Villa de la debutul bolii sale, luând parte la o victorie cu 8-0 într-un amical cu echipa austriacă Grazer AK.

## Cariera la națională
Stilian Petrov a debutat pentru Bulgaria pe 23 decembrie 1998 într-un meci amical împotriva Marocului. Meciul s-a jucat în Agadir, Maroc și s-a terminat cu o victorie de 4-1 pentru nord-africani. A marcat primul gol pentru echipa națională, într-un meci amical cu Belarus (4-1), pe 29 martie 2000. 
În 2003, a câștigat premiul pentru cel mai bun fotbalist bulgar al anului, când a jucat pentru Celtic și a condus echipa națională la Euro 2004, competiție în cadrul căreia a fost eliminat în timpul unui meci împotriva Danemarcei. 
Pe 12 octombrie 2006, Petrov, pe atunci căpitanul Bulgariei, și-a anunțat decizia de a se retrage de la națională la vârsta de 27 de ani, atât timp cât Hristo Stoichkov va antrena echipa națională a Bulgariei. Cu toate acestea, la 20 martie 2007 el s-a împăcat cu Hristo Stoichkov și și-a arătat disponibilitatea de a fi chemat din nou la națională. Cu toate acestea, nu și-a recuperat banderola de căpitan național, deoarece s-a decis ca Dimitar Berbatov să o păstreze. La 14 ianuarie 2010, s-a anunțat faptul că Petrov a fost numit pentru a doua oară Jucătorul Anului în Bulgaria. Petrov a redevenit căpitanul Bulgariei după retragerea lui Berbatov din la fotbalul internațional în 2010. Pe 26 martie 2011, Petrov a jucat cel de-al 100-lea meci pentru Bulgaria în egalul scor 0-0 cu Elveția într-un meci de calificare la Euro 2012. A primit un buchet de flori de la Borislav Mihailov și a fost aplaudat de spectatori înainte de începerea meciului. 
Pe parcursul carierei sale, Petrov a fost ales ca fotbalist bulgar al anului 2003. El a terminat pe locul doi în acest clasament în 2000, 2001, 2005, 2009 și 2011, și pe trei în 2002 și 2006. 

## Viața personală
În 2005, Petrov și-a scris autobiografia cu ajutorul jurnalistului de sport de la Sunday Mail, Mark Guidi, intitulată You Can Call Me Stan (ro. Poți să mă strigi cu Stan), referindu-se la porecla „Stan”,forma prescurtată a prenumelui său. În carte, el descrie cum „Stiliyan” este ortografia corectă și nu „Stilian”, așa cum este uneori scris în presă. Petrov este căsătorit cu Paulina și are doi fii, Cristian și Stilian Jr. 

### Leucemie
La 30 martie 2012, Petrov a fost diagnosticat cu leucemie acută. Boala a fost diagnosticată după teste, după ce Petrov a făcut febră după ce Aston Villa a învins-o pe Arsenal cu 3-0. Din acest motiv, Petrov a declarat presei bulgare că s-a gândit să se retragă de la club și de la națională;  impresarul său a negat mai târziu aceste declarații: „Nu este adevărat că Stilian a spus că se retrage din fotbal. Ceea ce a spus a fost că se luptă pentru viața sa și că se va lupta să se recupereze.”  El a fost prezent pe Villa Park pentru meciul cu Chelsea și în minutul 19, numărul lui de pe tricou, mulțimea l-a ovaționat, lucru care s-a mai repetat și în alte partide din acel sezon.
Pe 10 iunie 2012, antrenorul lui Aston Villa, Paul Lambert, a anunțat că Petrov va rămâne căpitanul clubului lui Aston Villa pentru sezonul 2012-2013.  În absența sa, postul de căpitan al echipei a fost preluat de fundașul olandez Ron Vlaar. La cea de-a 33-a aniversare, Petrov și-a vizitat coechipierii în prima zi a antrenamentului lor din acel sezon și, jucătorii dăruindu-i un tort, cântându-i la mulți ani și oferindu-i o rundă de aplauze.
La 2 august 2012, s-a anunțat că leucemia lui Petrov a intrat în remisie.
Petrov și-a anunțat retragerea din fotbal pe 9 mai 2013 și și-a condus familia pe terenul stadionului Villa Park pentru un tur de onoare, pentru a-i aplauda pe fanii lui Villa care l-au sprijinit în timpul bolii, în ultima etapă a sezonului 2012-2013.

## Antrenorat
La 22 mai 2013, la puțin timp după ce și-a anunțat retragerea din cariera de fotbalist, Aston Villa a anunțat că Petrov va prelua un nou rol la club ca secund al echipei de tineret, alături de Gordon Cowans.
Vorbind despre noul său rol, Petrov a spus: „Sunt foarte entuziasmat de această nouă provocare și doresc să mulțumesc clubului și managerului, Paul Lambert, pentru că mi-a oferit posibilitatea de a continua asocierea cu Villa, pe care am considerat-o întotdeauna drept un privilegiu. Îmi voi obține licența în lunile următoare și aștept cu nerăbdare să lucrez cu Gordon Cowans, cineva pe care îl cunosc și respect, o adevărată legendă a Villei.”
În august 2013, Petrov și-a reziliat contractul de antrenor cu Villa.Clubul a anunțat demisia  lui și a explicat că a solicitat o pauză, considerând că trebuie să fie pe deplin dedicat familiei sale. Petrov a mulțumit clubului pentru această ocazie. 
La 5 martie 2015, managerul Aston Villa Tim Sherwood a anunțat că Petrov se va întoarce la echipa lui Aston Villa și va face parte din stafful tehnic al primei echipe.

## Televiziune
La 11 decembrie 2014, Petrov a apărut în calitate de invitat special în cel de-al optulea episod al celui de-al nouălea sezon al Știrile bune a lui Russell Howard. 

## Legături externe
- Stiliyan Petrov la Soccerbase
- Aston Villa Official Website Profile
- FootballDatabase provides Stilian Petrov's profile and stats
- Stilian Petrov Player Profile from Carling Arhivat în 1 noiembrie 2007, la Wayback Machine.